# Torneo Apertura 2024 Liga de Fútbol Femenino
El Torneo Apertura 2024 LFF, oficialmente llamado por motivo de patrocinio Torneo Apertura 2024 LFF Caja de Ahorros, es la 11.ª edición de la principal liga de fútbol profesional femenina en Panamá y está regulada por la Liga Panameña de Fútbol. El torneo comenzará el 24 de enero.

## Novedades
- Los equipos Tauro FC, CD Plaza Amador y el Sporting SM no participarán en este torneo.
- Los nuevos equipos que participarán en este torneo son el UMECIT FC, Santa Fe FC y el Panamá City FC.[5][6]

## Sistema de competición
El Torneo Apertura 2024 LFF Caja de Ahorros está conformado en dos partes:
- Fase de clasificación: Se integra por dos conferencias de cinco equipos por 10 jornadas del torneo.
- Fase final: Se integra por los partidos de cuartos de final, semifinal y final.

### Fase de clasificación
En la fase de clasificación se observará el sistema de puntos. La ubicación en la tabla general está sujeta a lo siguiente:
- Por juego ganado se obtendrán tres puntos.
- Por juego empatado se obtendrá un punto.
- Por juego perdido no se otorgan puntos.

En esta fase participan los 10 clubes de la LFF jugando en dos grupos llamados conferencias durante las 10 jornadas respectivas.

### Fase final
Los seis clubes mejor ubicados en la tabla de posiciones clasifican a la fase eliminatoria. Los dos primeros tienen derecho a jugar semifinales directamente y a cerrar la serie como local, mientras que los otros cuatro jugarán a partido de ida y vuelta los cuartos de final. En caso de un empate en el marcador global de los encuentros, se disputarán tiempos extras; dos tiempos de 15 minutos cada uno. De persistir el resultado, el partido se definirá desde la tanda de los penales.
La primera etapa se desarrolla de la siguiente manera (Cuartos de final):
La segunda etapa de la fase final consiste en unas semifinales que se jugarán a partidos de ida y vuelta. En caso de que la igualdad persista, se procederá a jugar tiempos extras y eventualmente penales. Las semifinales se desarrollarán de la siguiente manera:
En la Final del torneo se reubicarán los clubes de acuerdo a su posición en la tabla. Para determinar el conjunto local y visitante en el juego, respectivamente, para este torneo la final será a partido único. En caso de que la igualdad persista, se procederá a jugar tiempos extras y eventualmente penales.

## Equipos participantes

### Equipos por provincias
| Provincia | N.º | Equipos                                                                                         |
| --------- | --- | ----------------------------------------------------------------------------------------------- |
| Panamá    | 6   | Chorrillo FC, CIEX Sports Academy, Panamá City FC, Santa Fe FC, SD Atlético Nacional, Umecit FC |
| Chiriquí  | 2   | Deportivo Chiriquí, Mario Méndez FC                                                             |
| Veraguas  | 1   | Veraguas United FC                                                                              |
| Coclé     | 1   | Unión Coclé FC                                                                                  |
| Total     | 10  |                                                                                                 |

### Información de los equipos participantes
| Equipo               | Entrenador       | Ciudad                  | Estadio          | Capacidad | Patrocinador                                    | Kit          |
| -------------------- | ---------------- | ----------------------- | ---------------- | --------- | ----------------------------------------------- | ------------ |
| Chorrillo FC         | Víctor Murillo   | El Chorrillo, Panamá    | Cascarita Tapia  | 900       | McDonald's                                      | Strik3r      |
| CIEX Sports Academy  | Martin Longinos  | Panamá, Panamá          | Eagles Stadium   | 500       | Kumon                                           | Under Armour |
| Deportivo Chiriquí   | Pedro Santamaria | David, Chiriquí         | San Cristóbal    | 3 000     | 2 patrocinadores Virsa Plaza Terronal           | Bandera de ? |
| Mario Méndez FC      | Luis Miranda     | David, Chiriquí         | San Cristóbal    | 3 000     |                                                 | Bandera de ? |
| Panamá City FC       | Jesús Salcedo    | Paseo del Norte, Panamá | Yappy Park       | 1 000     | StayFree                                        | Adidas       |
| Santa Fe FC          | Fernando Clavero | Panamá, Panamá          | Cascarita Tapia  | 900       | Promolatin                                      | Bandera de ? |
| SD Atlético Nacional | José Chiari      | Panamá, Panamá          | Cascarita Tapia  | 900       | 2 patrocinadores TERMOPANEL Zona Libre de Colón | Adidas       |
| Umecit FC            | Julio Garay      | Panamá, Panamá          | Futuras Promesas | 300       | UMECIT                                          | Bandera de ? |
| Unión Coclé FC       | Juan Ramírez     | Penonomé, Coclé         | Virgilio Tejeira | 300       | First Quantum Minerals                          | Avalos       |
| Veraguas United FC   | Manuel Espinosa  | Santiago, Veraguas      | Rafael Rodríguez | 300       | 2 patrocinadores Cenutre Promotora Virzi        | Under Armour |

## Fase de Clasificación

### Conferencia Este
| Pos. | Equipo              | Pts. | PJ | G | E | P | GF | GC | Dif. | Notas                             |
| ---- | ------------------- | ---- | -- | - | - | - | -- | -- | ---- | --------------------------------- |
| 1    | Chorrillo F. C.     | 24   | 10 | 7 | 3 | 0 | 24 | 6  | +18  | Acceso directo a las semifinales. |
| 2    | Santa Fe F. C.      | 20   | 10 | 6 | 2 | 2 | 15 | 8  | +7   | Acceso a los Cuartos de Final.    |
| 3    | CIEX Sports Academy | 13   | 10 | 3 | 4 | 3 | 21 | 16 | +5   | Acceso a los Cuartos de Final.    |
| 4    | Panamá City F. C.   | 12   | 10 | 3 | 3 | 4 | 19 | 18 | +1   |                                   |
| 5    | Umecit F. C.        | 5    | 10 | 1 | 2 | 7 | 9  | 19 | −10  | Último lugar.                     |

Actualizado a los partidos jugados el 11 de abril de 2024.
 Fuente: LPF, Soccerway.

### Conferencia Oeste
| Pos. | Equipo                  | Pts. | PJ | G | E | P  | GF | GC | Dif. | Notas                             |
| ---- | ----------------------- | ---- | -- | - | - | -- | -- | -- | ---- | --------------------------------- |
| 1    | Mario Méndez F. C.      | 26   | 10 | 8 | 2 | 0  | 45 | 8  | +37  | Acceso directo a las semifinales. |
| 2    | Unión Coclé F. C.       | 14   | 10 | 4 | 2 | 4  | 20 | 28 | −8   | Acceso a los Cuartos de Final.    |
| 3    | Deportivo Chiriquí      | 13   | 10 | 3 | 4 | 3  | 19 | 25 | −6   | Acceso a los Cuartos de Final.    |
| 4    | S. D. Atlético Nacional | 10   | 10 | 2 | 4 | 4  | 18 | 23 | −5   |                                   |
| 5    | Veraguas United F. C.   | 0    | 10 | 0 | 0 | 10 | 4  | 43 | −39  | Último lugar.                     |

Actualizado a los partidos jugados el 11 de abril de 2024.
 Fuente: LPF, Soccerway.
| Simbología |
| --- |
| Pos – Posición; PJ – Partidos Jugados; PG - Partidos Ganados; PE - Partidos Empatados; PP - Partidos Perdidos; GF – Goles a Favor; GC – Goles en Contra; DIF – Diferencia de Goles; PTS - Puntos. |

### Evolución de la clasificación
Conferencia Este 
| Jornada             | 01 | 02 | 03 | 04 | 05 | 06 | 07 | 08 | 09 | 10 |
| Equipo              |    |    |    |    |    |    |    |    |    |    |
| ------------------- | -- | -- | -- | -- | -- | -- | -- | -- | -- | -- |
| Chorrillo F. C.     | 1  | 1  | 1  | 1  | 1  | 1  | 2  | 1  | 1  | 1  |
| CIEX Sports Academy | 5  | 3  | 3  | 2  | 4  | 3  | 3  | 3  | 3  | 3  |
| Panamá City F. C.   | 4  | 5  | 5  | 4  | 3  | 4  | 4  | 4  | 4  | 4  |
| Santa Fe F. C.      | 3  | 2  | 2  | 3  | 2  | 2  | 1  | 2  | 2  | 2  |
| Umecit F. C.        | 2  | 4  | 4  | 5  | 5  | 5  | 5  | 5  | 5  | 5  |

 Conferencia Oeste 
| Jornada                 | 01 | 02 | 03 | 04 | 05 | 06 | 07 | 08 | 09 | 10 |
| Equipo                  |    |    |    |    |    |    |    |    |    |    |
| ----------------------- | -- | -- | -- | -- | -- | -- | -- | -- | -- | -- |
| Deportivo Chiriquí      | 5  | 3  | 2  | 2  | 2  | 2  | 2  | 2  | 3  | 3  |
| Mario Méndez F. C.      | 1  | 1  | 1  | 1  | 1  | 1  | 1  | 1  | 1  | 1  |
| S. D. Atlético Nacional | 4  | 5  | 4  | 4  | 3  | 4  | 4  | 4  | 4  | 4  |
| Unión Coclé F. C.       | 2  | 2  | 2  | 3  | 4  | 3  | 3  | 3  | 2  | 2  |
| Veraguas United F. C.   | 3  | 4  | 5  | 5  | 5  | 5  | 5  | 5  | 5  | 5  |

Notas: * Indica la posición del equipo con un partido pendiente.

### Tabla de posiciones
| Pos. | Equipo                  | Pts. | PJ | G | E | P  | GF | GC | Dif. | Notas            |
| ---- | ----------------------- | ---- | -- | - | - | -- | -- | -- | ---- | ---------------- |
| 1    | Mario Méndez F. C.      | 26   | 10 | 8 | 2 | 0  | 45 | 8  | +37  | Líder del torneo |
| 2    | Chorrillo F. C.         | 24   | 10 | 7 | 3 | 0  | 24 | 6  | +18  |                  |
| 3    | Santa Fe F. C.          | 20   | 10 | 6 | 2 | 2  | 15 | 8  | +7   |                  |
| 4    | Unión Coclé F. C.       | 14   | 10 | 4 | 2 | 4  | 20 | 28 | −8   |                  |
| 5    | CIEX Sports Academy     | 13   | 10 | 3 | 4 | 3  | 11 | 16 | −5   |                  |
| 6    | Deportivo Chiriquí      | 13   | 10 | 3 | 4 | 3  | 19 | 25 | −6   |                  |
| 7    | Panamá City F. C.       | 12   | 10 | 3 | 3 | 4  | 19 | 18 | +1   |                  |
| 8    | S. D. Atlético Nacional | 10   | 10 | 2 | 4 | 4  | 18 | 23 | −5   |                  |
| 9    | Umecit F. C.            | 5    | 10 | 1 | 2 | 7  | 9  | 19 | −10  |                  |
| 10   | Veraguas United F. C.   | 0    | 10 | 0 | 0 | 10 | 4  | 43 | −39  | Último lugar.    |

Actualizado a los partidos jugados el 11 de abril de 2024.
 Fuente: Liga Panameña de Fútbol.

## Resultados

### Jornadas
- Los horarios son correspondientes al tiempo de Ciudad de Panamá (UTC-5)
- Puedes mirar el calendario completo aquí

| Jornada 1          | Jornada 1 | Jornada 1            | Jornada 1        | Jornada 1   | Jornada 1 | Jornada 1 | Jornada 1 | Jornada 1 | Jornada 1 |
| Local              | Resultado | Visitante            | Estadio          | Fecha       | Hora      | TV        |           |           |           |
| ------------------ | --------- | -------------------- | ---------------- | ----------- | --------- | --------- | --------- | --------- | --------- |
| Panamá City FC     | 1 - 2     | Santa Fe FC          | Los Andes        | 24 de enero | 20:00     |           |           |           |           |
| Veraguas United FC | 1 - 2     | Unión Coclé FC       | Rafael Rodríguez | 25 de enero | 18:00     |           |           |           |           |
| Deportivo Chiriquí | 1 - 7     | Mario Méndez FC      | San Cristóbal    | 25 de enero | 19:00     |           |           |           |           |
| UMECIT FC          | 2 - 0     | SD Atlético Nacional | Futuras Promesas | 26 de enero | 16:00     |           |           |           |           |
| Chorrillo FC       | 6 - 0     | CIEX Sports Academy  | CAI Sport Center | 27 de enero | 17:00     |           |           |           |           |
| Total de goles: 22 |           |                      |                  |             |           |           |           |           |           |

| Jornada 2           | Jornada 2 | Jornada 2            | Jornada 2        | Jornada 2    | Jornada 2 | Jornada 2 | Jornada 2 | Jornada 2 | Jornada 2 |
| Local               | Resultado | Visitante            | Estadio          | Fecha        | Hora      | TV        |           |           |           |
| ------------------- | --------- | -------------------- | ---------------- | ------------ | --------- | --------- | --------- | --------- | --------- |
| Unión Coclé FC      | 0 - 2     | Deportivo Chiriquí   | Virgilio Tejeira | 30 de enero  | 15:00     |           |           |           |           |
| Panamá City FC      | 1 - 3     | Chorrillo FC         | Cascarita Tapia  | 30 de enero  | 18:00     |           |           |           |           |
| Mario Méndez FC     | 5 - 0     | SD Atlético Nacional | San Cristóbal    | 31 de enero  | 19:00     |           |           |           |           |
| CIEX Sports Academy | 6 - 0     | Veraguas United FC   | Eagles Stadium   | 31 de enero  | 20:00     |           |           |           |           |
| Santa Fe FC         | 2 - 0     | UMECIT FC            | Cascarita Tapia  | 1 de febrero | 17:00     |           |           |           |           |
| Total de goles: 19  |           |                      |                  |              |           |           |           |           |           |

| Jornada 3            | Jornada 3 | Jornada 3          | Jornada 3       | Jornada 3    | Jornada 3 | Jornada 3 | Jornada 3 | Jornada 3 | Jornada 3 |
| Local                | Resultado | Visitante          | Estadio         | Fecha        | Hora      | TV        |           |           |           |
| -------------------- | --------- | ------------------ | --------------- | ------------ | --------- | --------- | --------- | --------- | --------- |
| SD Atlético Nacional | 1 - 1     | Unión Coclé FC     | Cascarita Tapia | 5 de febrero | 17:00     |           |           |           |           |
| Deportivo Chiriquí   | 3 - 0     | Veraguas United FC | San Cristóbal   | 6 de febrero | 19:00     |           |           |           |           |
| Chorrillo FC         | 1 - 0     | UMECIT FC          | Cascarita Tapia | 6 de febrero | 20:00     |           |           |           |           |
| Mario Méndez FC      | 1 - 1     | Santa Fe FC        | San Cristóbal   | 7 de febrero | 19:00     |           |           |           |           |
| CIEX Sports Academy  | 1 - 1     | Panamá City FC     | Cascarita Tapia | 7 de febrero | 20:00     |           |           |           |           |
| Total de goles: 10   |           |                    |                 |              |           |           |           |           |           |

| Jornada 4          | Jornada 4 | Jornada 4            | Jornada 4        | Jornada 4     | Jornada 4 | Jornada 4 | Jornada 4 | Jornada 4 | Jornada 4 |
| Local              | Resultado | Visitante            | Estadio          | Fecha         | Hora      | TV        |           |           |           |
| ------------------ | --------- | -------------------- | ---------------- | ------------- | --------- | --------- | --------- | --------- | --------- |
| Santa Fe FC        | 0 - 3     | Chorrillo FC         | Cascarita Tapia  | 20 de febrero | 20:00     |           |           |           |           |
| UMECIT FC          | 2 - 3     | CIEX Sports Academy  | Futuras Promesas | 21 de febrero | 16:00     |           |           |           |           |
| Veraguas United FC | 0 - 5     | Mario Méndez FC      | Rafael Rodríguez | 21 de febrero | 18:00     |           |           |           |           |
| Deportivo Chiriquí | 3 - 3     | SD Atlético Nacional | San Cristóbal    | 21 de febrero | 19:00     |           |           |           |           |
| Panamá City FC     | 5 - 2     | Unión Coclé FC       | Cascarita Tapia  | 21 de febrero | 20:00     |           |           |           |           |
| Total de goles: 26 |           |                      |                  |               |           |           |           |           |           |

| Jornada 5           | Jornada 5 | Jornada 5            | Jornada 5        | Jornada 5     | Jornada 5 | Jornada 5 | Jornada 5 | Jornada 5 | Jornada 5 |
| Local               | Resultado | Visitante            | Estadio          | Fecha         | Hora      | TV        |           |           |           |
| ------------------- | --------- | -------------------- | ---------------- | ------------- | --------- | --------- | --------- | --------- | --------- |
| Panamá City FC      | 4 - 0     | UMECIT FC            | Cascarita Tapia  | 27 de febrero | 20:00     |           |           |           |           |
| Chorrillo FC        | 1 - 1     | Deportivo Chiriquí   | Cascarita Tapia  | 28 de febrero | 20:00     |           |           |           |           |
| Unión Coclé FC      | 0 - 7     | Mario Méndez FC      | Virgilio Tejeira | 29 de febrero | 15:00     |           |           |           |           |
| Veraguas United FC  | 0 - 4     | SD Atlético Nacional | Rafael Rodríguez | 29 de febrero | 17:00     |           |           |           |           |
| CIEX Sports Academy | 0 - 1     | Santa Fe FC          | Eagles Stadium   | 1 de marzo    | 20:00     |           |           |           |           |
| Total de goles: 18  |           |                      |                  |               |           |           |           |           |           |

| Jornada 6            | Jornada 6 | Jornada 6          | Jornada 6        | Jornada 6  | Jornada 6 | Jornada 6 | Jornada 6 | Jornada 6 | Jornada 6 |
| Local                | Resultado | Visitante          | Estadio          | Fecha      | Hora      | TV        |           |           |           |
| -------------------- | --------- | ------------------ | ---------------- | ---------- | --------- | --------- | --------- | --------- | --------- |
| Santa Fe FC          | 3 - 0     | Panamá City FC     | Cascarita Tapia  | 5 de marzo | 20:00     |           |           |           |           |
| Unión Coclé FC       | 4 - 0     | Veraguas United FC | Virgilio Tejeira | 6 de marzo | 15:00     |           |           |           |           |
| SD Atlético Nacional | 1 - 1     | UMECIT FC          | Cascarita Tapia  | 6 de marzo | 20:00     |           |           |           |           |
| Mario Méndez FC      | 6 - 1     | Deportivo Chiriquí | San Cristóbal    | 7 de marzo | 19:00     |           |           |           |           |
| CIEX Sports Academy  | 1 - 1     | Chorrillo FC       | Eagles Stadium   | 8 de marzo | 20:00     |           |           |           |           |
| Total de goles: 18   |           |                    |                  |            |           |           |           |           |           |

| Jornada 7            | Jornada 7 | Jornada 7           | Jornada 7        | Jornada 7   | Jornada 7 | Jornada 7 | Jornada 7 | Jornada 7 | Jornada 7 |
| Local                | Resultado | Visitante           | Estadio          | Fecha       | Hora      | TV        |           |           |           |
| -------------------- | --------- | ------------------- | ---------------- | ----------- | --------- | --------- | --------- | --------- | --------- |
| SD Atlético Nacional | 2 - 6     | Mario Méndez FC     | Cascarita Tapia  | 12 de marzo | 20:00     |           |           |           |           |
| UMECIT FC            | 0 - 2     | Santa Fe FC         | Futuras Promesas | 13 de marzo | 16:00     |           |           |           |           |
| Deportivo Chiriquí   | 3 - 3     | Unión Coclé FC      | San Cristóbal    | 13 de marzo | 19:00     |           |           |           |           |
| Veraguas United FC   | 0 - 8     | CIEX Sports Academy | Rafael Rodríguez | 13 de marzo | 19:00     |           |           |           |           |
| Chorrillo FC         | 2 - 2     | Panamá City FC      | Cascarita Tapia  | 13 de marzo | 20:00     |           |           |           |           |
| Total de goles: 28   |           |                     |                  |             |           |           |           |           |           |

| Jornada 8          | Jornada 8 | Jornada 8            | Jornada 8        | Jornada 8   | Jornada 8 | Jornada 8 | Jornada 8 | Jornada 8 | Jornada 8 |
| Local              | Resultado | Visitante            | Estadio          | Fecha       | Hora      | TV        |           |           |           |
| ------------------ | --------- | -------------------- | ---------------- | ----------- | --------- | --------- | --------- | --------- | --------- |
| Panamá City FC     | 1 - 1     | CIEX Sports Academy  | Yappy Park       | 19 de marzo | 18:00     |           |           |           |           |
| Unión Coclé FC     | 4 - 3     | SD Atlético Nacional | Virgilio Tejeira | 20 de marzo | 15:00     |           |           |           |           |
| UMECIT FC          | 1 - 2     | Chorrillo FC         | Futuras Promesas | 20 de marzo | 16:00     |           |           |           |           |
| Veraguas United FC | 2 - 5     | Deportivo Chiriquí   | Rafael Rodríguez | 20 de marzo | 19:00     |           |           |           |           |
| Santa Fe FC        | 1 - 1     | Mario Méndez FC      | Cascarita Tapia  | 20 de marzo | 20:00     |           |           |           |           |
| Total de goles: 21 |           |                      |                  |             |           |           |           |           |           |

| Jornada 9            | Jornada 9 | Jornada 9          | Jornada 9        | Jornada 9  | Jornada 9 | Jornada 9 | Jornada 9 | Jornada 9 | Jornada 9 |
| Local                | Resultado | Visitante          | Estadio          | Fecha      | Hora      | TV        |           |           |           |
| -------------------- | --------- | ------------------ | ---------------- | ---------- | --------- | --------- | --------- | --------- | --------- |
| Mario Méndez FC      | 2 - 0     | Veraguas United FC | San Cristóbal    | 2 de abril | 17:00     |           |           |           |           |
| SD Atlético Nacional | 0 - 0     | Deportivo Chiriquí | Cascarita Tapia  | 2 de abril | 20:00     |           |           |           |           |
| Unión Coclé FC       | 2 - 1     | Panamá City FC     | Virgilio Tejeira | 3 de abril | 15:00     |           |           |           |           |
| CIEX Sports Academy  | 1 - 1     | UMECIT FC          | Eagles Stadium   | 3 de abril | 20:00     |           |           |           |           |
| Chorrillo FC         | 2 - 0     | Santa Fe FC        | CAI Sport Center | 6 de abril | 17:00     |           |           |           |           |
| Total de goles: 9    |           |                    |                  |            |           |           |           |           |           |

| Jornada 10           | Jornada 10 | Jornada 10          | Jornada 10       | Jornada 10  | Jornada 10 | Jornada 10 | Jornada 10 | Jornada 10 | Jornada 10 |
| Local                | Resultado  | Visitante           | Estadio          | Fecha       | Hora       | TV         |            |            |            |
| -------------------- | ---------- | ------------------- | ---------------- | ----------- | ---------- | ---------- | ---------- | ---------- | ---------- |
| SD Atlético Nacional | 4 - 1      | Veraguas United FC  | Cascarita Tapia  | 9 de abril  | 20:00      |            |            |            |            |
| UMECIT FC            | 2 - 3      | Panamá City FC      | Futuras Promesas | 10 de abril | 16:00      |            |            |            |            |
| Deportivo Chiriquí   | 0 - 3      | Chorrillo FC        | San Cristóbal    | 10 de abril | 19:00      |            |            |            |            |
| Santa Fe FC          | 3 - 0      | CIEX Sports Academy | Cascarita Tapia  | 10 de abril | 20:00      |            |            |            |            |
| Mario Méndez FC      | 5 - 2      | Unión Coclé FC      | San Cristóbal    | 11 de abril | 18:00      |            |            |            |            |
| Total de goles: 23   |            |                     |                  |             |            |            |            |            |            |

## Fase Final
|  | Cuartos de final 18 de abril (Ida) 23 y 24 de abril (Vuelta) | Cuartos de final 18 de abril (Ida) 23 y 24 de abril (Vuelta) | Cuartos de final 18 de abril (Ida) 23 y 24 de abril (Vuelta) | Cuartos de final 18 de abril (Ida) 23 y 24 de abril (Vuelta) | Cuartos de final 18 de abril (Ida) 23 y 24 de abril (Vuelta) |   |   | Semifinales 30 de abril y 1 de mayo (Ida) 7 y 8 de mayo (Vuelta) | Semifinales 30 de abril y 1 de mayo (Ida) 7 y 8 de mayo (Vuelta) | Semifinales 30 de abril y 1 de mayo (Ida) 7 y 8 de mayo (Vuelta) | Semifinales 30 de abril y 1 de mayo (Ida) 7 y 8 de mayo (Vuelta) | Semifinales 30 de abril y 1 de mayo (Ida) 7 y 8 de mayo (Vuelta) |  |       | Final Apertura 14 de mayo | Final Apertura 14 de mayo | Final Apertura 14 de mayo |  |
|  |                                                              |                                                              |                                                              |                                                              |                                                              |   |   |                                                                  |                                                                  |                                                                  |                                                                  |                                                                  |  |       |                           |                           |                           |  |
|  |                                                              |                                                              |                                                              |                                                              |                                                              |   |   |                                                                  |                                                                  |                                                                  |                                                                  |                                                                  |  |       |                           |                           |                           |  |
|  |                                                              |                                                              |                                                              |                                                              |                                                              |   |   |                                                                  |                                                                  |                                                                  |                                                                  |                                                                  |  |       |                           |                           |                           |  |
|  |                                                              |                                                              |                                                              |                                                              |                                                              |   |   |                                                                  |                                                                  |                                                                  |                                                                  |                                                                  |  |       |                           |                           |                           |  |
|  |                                                              |                                                              |                                                              |                                                              |                                                              |   |   |                                                                  |                                                                  |                                                                  |                                                                  |                                                                  |  |       |                           |                           |                           |  |
|  |                                                              | 1.ºCO                                                        | Mario Méndez FC                                              | 1                                                            | 0                                                            | 1 |   |                                                                  |                                                                  |                                                                  |                                                                  |                                                                  |  |       |                           |                           |                           |  |
|  |                                                              |                                                              |                                                              |                                                              |                                                              | 1 |   |                                                                  |                                                                  |                                                                  |                                                                  |                                                                  |  |       |                           |                           |                           |  |
|  |                                                              |                                                              | 2.ºCE                                                        | Santa Fe FC                                                  | 2                                                            | 3 | 5 |                                                                  |                                                                  |                                                                  |                                                                  |                                                                  |  |       |                           |                           |                           |  |
|  | 2.ºCE                                                        | Santa Fe FC                                                  | 2.ºCE                                                        | Santa Fe FC                                                  | 2                                                            | 3 | 5 | 5                                                                | 5                                                                | 10                                                               |                                                                  |                                                                  |  |       |                           |                           |                           |  |
|  | 2.ºCE                                                        | Santa Fe FC                                                  |                                                              |                                                              |                                                              |   |   |                                                                  |                                                                  | 10                                                               |                                                                  |                                                                  |  |       |                           |                           |                           |  |
|  | 3.ºCO                                                        | Deportivo Chiriquí                                           | 0                                                            | 0                                                            | 0                                                            |   |   |                                                                  |                                                                  |                                                                  |                                                                  |                                                                  |  |       |                           |                           |                           |  |
|  | 3.ºCO                                                        | Deportivo Chiriquí                                           | 0                                                            | 0                                                            | 0                                                            |   |   |                                                                  |                                                                  |                                                                  |                                                                  |                                                                  |  | 2.ºCE | Santa Fe FC               | 4                         |                           |  |
|  |                                                              |                                                              |                                                              |                                                              |                                                              |   |   |                                                                  |                                                                  |                                                                  |                                                                  |                                                                  |  | 2.ºCE | Santa Fe FC               | 4                         |                           |  |
|  |                                                              |                                                              | 3.ºCE                                                        | CIEX Sports Academy                                          | 0                                                            |   |   |                                                                  |                                                                  |                                                                  |                                                                  |                                                                  |  |       |                           |                           |                           |  |
|  |                                                              |                                                              | 3.ºCE                                                        | CIEX Sports Academy                                          | 0                                                            |   |   |                                                                  |                                                                  |                                                                  |                                                                  |                                                                  |  |       |                           |                           |                           |  |
|  |                                                              |                                                              |                                                              |                                                              |                                                              |   |   |                                                                  |                                                                  |                                                                  |                                                                  |                                                                  |  |       |                           |                           |                           |  |
|  |                                                              |                                                              |                                                              |                                                              |                                                              |   |   |                                                                  |                                                                  |                                                                  |                                                                  |                                                                  |  |       |                           |                           |                           |  |
|  |                                                              | 1.ºCE                                                        | Chorrillo FC                                                 | 0                                                            | 1                                                            | 1 |   |                                                                  |                                                                  |                                                                  |                                                                  |                                                                  |  |       |                           |                           |                           |  |
|  |                                                              |                                                              |                                                              |                                                              |                                                              | 1 |   |                                                                  |                                                                  |                                                                  |                                                                  |                                                                  |  |       |                           |                           |                           |  |
|  |                                                              |                                                              | 3.ºCE                                                        | CIEX Sports Academy                                          | 1                                                            | 4 | 5 |                                                                  |                                                                  |                                                                  |                                                                  |                                                                  |  |       |                           |                           |                           |  |
|  | 2.ºCO                                                        | Unión Coclé FC                                               | 3.ºCE                                                        | CIEX Sports Academy                                          | 1                                                            | 4 | 5 | 0                                                                | 0                                                                | 0                                                                |                                                                  |                                                                  |  |       |                           |                           |                           |  |
|  | 2.ºCO                                                        | Unión Coclé FC                                               |                                                              |                                                              |                                                              |   |   |                                                                  |                                                                  | 0                                                                |                                                                  |                                                                  |  |       |                           |                           |                           |  |
|  | 3.ºCE                                                        | CIEX Sports Academy                                          | 4                                                            | 2                                                            | 6                                                            |   |   |                                                                  |                                                                  |                                                                  |                                                                  |                                                                  |  |       |                           |                           |                           |  |
|  | 3.ºCE                                                        | CIEX Sports Academy                                          | 4                                                            | 2                                                            | 6                                                            |   |   |                                                                  |                                                                  |                                                                  |                                                                  |                                                                  |  |       |                           |                           |                           |  |
|  |                                                              |                                                              |                                                              |                                                              |                                                              |   |   |                                                                  |                                                                  |                                                                  |                                                                  |                                                                  |  |       |                           |                           |                           |  |

### Cuartos de final

#### Santa Fe FC - Deportivo Chiriquí
| Ida; 18 de abril de 2024, 18:00 | Deportivo Chiriquí | 0:5     | Santa Fe FC                                            | Estadio San Cristóbal, David, Chiriquí |  |
|                                 |                    | Reporte | 5' 23' A. Zamorano · 51' 85' S. King · 72' C. Vallejos |                                        |  |

| Vuelta; 24 de abril de 2024, 20:00 | Santa Fe FC                                   | 5:0 (Global 10:0) | Deportivo Chiriquí | Estadio Luis Ernesto Cascarita Tapia, Juan Díaz, Panamá |  |
|                                    | C. Vallejos 58' 61' 69' 82' · S. González 90' | Reporte           |                    |                                                         |  |

#### Unión Coclé FC - CIEX Sports Academy
| Ida; 18 de abril de 2024, 20:00 | CIEX Sports Academy                             | 4:0     | Unión Coclé FC | Eagles Stadium, Ciudad de Panamá, Panamá |  |
|                                 | A. Angulo 24' · D. Pinto 45' · K. Pérez 51' 72' | Reporte |                |                                          |  |

| Vuelta; 23 de abril de 2024, 16:00 | Unión Coclé FC | 0:2 (Global 0:6) | CIEX Sports Academy           | Estadio Virgilio Tejeira, Penonomé, Coclé |  |
|                                    |                | Reporte          | 6' D. Siblez · 85' A. De Mera |                                           |  |

### Semifinales

#### Mario Méndez FC - Santa Fe FC
| Ida; 30 de abril de 2024, 20:00 | Santa Fe FC         | 2:1     | Mario Méndez FC | Estadio Luis Ernesto Cascarita Tapia, Juan Díaz, Panamá |  |
|                                 | C. Vallejos 13' 19' | Reporte | 78' Y. Batista  |                                                         |  |

| Vuelta; 7 de mayo de 2024, 20:00 | Mario Méndez FC | 0:3 (Global 1:5) | Santa Fe FC                                   | Estadio San Cristobal, David, Chiriquí |  |
|                                  |                 | Reporte          | 57' S. Ramos · (79) S. King · 80' C. Vallejos |                                        |  |

#### Chorrillo FC - CIEX Sports Academy
| Ida; 1 de mayo de 2024, 18:00 | CIEX Sports Academy | 1:0     | Chorrillo FC | Eagles Stadium, Ciudad de Panamá, Panamá |  |
|                               | A. Arosemena 83'    | Reporte |              |                                          |  |

| Vuelta; 8 de mayo de 2024, 20:00 | Chorrillo FC | 1:4 (Global 1:5) | CIEX Sports Academy  | Estadio Luis Ernesto Cascarita Tapia, Juan Díaz, Panamá |  |
|                                  | S. Ortiz 72' | Reporte          | 20' 39' A. Rodriguez |                                                         |  |

### Final

#### Santa Fe FC - CIEX Sports Academy
| Final; 14 de mayo de 2024, 20:00 | Santa Fe FC                                                      | 4:0     | CIEX Sports Academy | COS Sports Plaza, Ciudad de Panamá, Panamá |  |
|                                  | S. González 1' · S. King 86' · A. Hernández 90' · L. Batista 94' | Reporte |                     |                                            |  |

|                                |
|                                |
| Santa Fe FC Campeón 1.° título |

## Estadísticas

### Máximas goleadoras
Lista con las máximas goleadoras de la competencia.
| 1.º                                      | Ericka Araúz        | Mario Méndez FC      | 14 |
| 2.º                                      | Camila Vallejos     | Santa Fe FC          | 12 |
| 2.º                                      | Alison Onodera      | SD Atlético Nacional | 12 |
| 3.º                                      | Ana Quintero        | Panamá City FC       | 10 |
| 4.º                                      | Anyelin Estribi     | Deportivo Chiriquí   | 8  |
| 5.º                                      | Naikelys Navarro    | Chorrillo FC         | 7  |
| 5.º                                      | Génesis Rodríguez   | Unión Coclé FC       | 7  |
| 6.º                                      | Sherline King       | Santa Fe FC          | 6  |
| 6.º                                      | Amarelis De Mera    | CIEX Sports Academy  | 6  |
| 6.º                                      | Ana Rodríguez       | CIEX Sports Academy  | 6  |
| 6.º                                      | Yanixa Batista      | Mario Méndez FC      | 6  |
| 7.º                                      | Anuvis Angulo       | CIEX Sports Academy  | 5  |
| 7.º                                      | Ana Zamorano        | Santa Fe FC          | 5  |
| 7.º                                      | Yedry Salas         | Mario Méndez FC      | 5  |
| 8.º                                      | Kayra Pérez         | CIEX Sports Academy  | 4  |
| 8.º                                      | Yasli Atencio       | Mario Méndez FC      | 4  |
| 8.º                                      | Grace Guerra        | Deportivo Chiriquí   | 4  |
| 9.º                                      | Laurie Batista      | Santa Fe FC          | 3  |
| 9.º                                      | Arlen Hernández     | Santa Fe FC          | 3  |
| 9.º                                      | Melisa López        | Unión Coclé FC       | 3  |
| 9.º                                      | Mariana Molina      | Mario Méndez FC      | 3  |
| 9.º                                      | Susy Cassinova      | Umecit FC            | 3  |
| 9.º                                      | Jozuanis Santos     | SD Atlético Nacional | 3  |
| 9.º                                      | Vielka Sandoval     | Umecit FC            | 3  |
| 9.º                                      | Ivonne Fernández    | Panamá City FC       | 3  |
| 9.º                                      | Yulieth Araúz       | Deportivo Chiriquí   | 3  |
| 9.º                                      | Gloria Saénz        | Chorrillo FC         | 3  |
| 9.º                                      | Leidys Sánchez      | Mario Méndez FC      | 3  |
| 9.º                                      | Yarelis Palacios    | Chorrillo FC         | 3  |
| 10.º                                     | Schiandra González  | Santa Fe FC          | 2  |
| 10.º                                     | Solemar Ortiz       | Chorrillo FC         | 2  |
| 10.º                                     | Analía Arosemena    | CIEX Sports Academy  | 2  |
| 10.º                                     | Génesis Hidalgo     | Unión Coclé FC       | 2  |
| 10.º                                     | Keytili Rosas       | Chorrillo FC         | 2  |
| 10.º                                     | Anai Robles         | Unión Coclé FC       | 2  |
| 10.º                                     | Aaliyah Gil         | CIEX Sports Academy  | 2  |
| 10.º                                     | Iris Campos         | Unión Coclé FC       | 2  |
| 10.º                                     | M. Montenegro       | Mario Méndez FC      | 2  |
| 10.º                                     | Elka Mojica         | Mario Méndez FC      | 2  |
| 10.º                                     | Milagro Roberts     | CIEX Sports Academy  | 2  |
| 10.º                                     | Yamileth Palacios   | Chorrillo FC         | 2  |
| 11.º                                     | Sheyla Díaz         | Santa Fe FC          | 1  |
| 11.º                                     | Diana Siblesz       | CIEX Sports Academy  | 1  |
| 11.º                                     | Daryhen Pinto       | CIEX Sports Academy  | 1  |
| 11.º                                     | María Murillo       | Santa Fe FC          | 1  |
| 11.º                                     | Mia González        | Santa Fe FC          | 1  |
| 11.º                                     | Geneziz García      | Chorrillo FC         | 1  |
| 11.º                                     | Adriana Caballero   | Panamá City FC       | 1  |
| 11.º                                     | Ana Lucia Quintero  | Panamá City FC       | 1  |
| 11.º                                     | Jadis Saavedra      | Veraguas United FC   | 1  |
| 11.º                                     | Kathleen Becerra    | SD Atlético Nacional | 1  |
| 11.º                                     | Arianys Marcucci    | Mario Méndez FC      | 1  |
| 11.º                                     | Lisseth Castillo    | Mario Méndez FC      | 1  |
| 11.º                                     | Sofia Vargas        | Santa Fe FC          | 1  |
| 11.º                                     | Britney Murillo     | Veraguas United FC   | 1  |
| 11.º                                     | Nadiana Gaitán      | Veraguas United FC   | 1  |
| 11.º                                     | Solangel Mora       | Deportivo Chiriquí   | 1  |
| 11.º                                     | Elidia González     | Deportivo Chiriquí   | 1  |
| 11.º                                     | Elena Batista       | Umecit FC            | 1  |
| 11.º                                     | Germelys Maitland   | Chorrillo FC         | 1  |
| 11.º                                     | Glendys Quintero    | Unión Coclé FC       | 1  |
| 11.º                                     | María Guevara       | Panamá City FC       | 1  |
| 11.º                                     | Josuanys Campos     | CIEX Sports Academy  | 1  |
| 11.º                                     | Josselyn Montenegro | Deportivo Chiriquí   | 1  |
| 11.º                                     | Claudia Dutari      | Mario Méndez FC      | 1  |
| 11.º                                     | Angelys Ceballos    | Chorrillo FC         | 1  |
| 11.º                                     | Sandra González     | Mario Méndez FC      | 1  |
| 11.º                                     | Angelica Pinzón     | Umecit FC            | 1  |
| 11.º                                     | Jocabeth Rocha      | Unión Coclé FC       | 1  |
| 11.º                                     | Anneth Pérez        | Unión Coclé FC       | 1  |
| 11.º                                     | Jomaris De Gracia   | Mario Méndez FC      | 1  |
| 11.º                                     | Meredith Rosas      | Panamá City FC       | 1  |
| 11.º                                     | Darisnel Almanza    | SD Atlético Nacional | 1  |
| 11.º                                     | Sara Nieto          | CIEX Sports Academy  | 1  |
| 11.º                                     | Ericka Contreras    | SD Atlético Nacional | 1  |
| 11.º                                     | Victoria De Abreu   | CIEX Sports Academy  | 1  |
| 11.º                                     | Erika Hernández     | Chorrillo FC         | 1  |
| 11.º                                     | Carmen Montenegro   | Panamá City FC       | 1  |
| 11.º                                     | Mickelys Gutiérrez  | Chorrillo FC         | 1  |
| 11.º                                     | Sarai Casazola      | Deportivo Chiriquí   | 1  |
| 11.º                                     | Danyelis Colpas     | Umecit FC            | 1  |
| 11.º                                     | Dilcia Cedeño       | Mario Méndez FC      | 1  |
| 11.º                                     | Karla Archibold     | Mario Méndez FC      | 1  |
| 11.º                                     | Delinear Salazar    | Unión Coclé FC       | 1  |
| 11.º                                     | Judith Cerrud       | Veraguas United FC   | 1  |
| Última actualización: 14 de mayo de 2024 |                     |                      |    |